# Tracy Morgan
Tracy Jamal Morgan (New York, 10 november 1968) is een Amerikaanse acteur en komediant die het best bekend is voor zijn rol in de sketchkomedieserie Saturday Night Live. Daarnaast speelt hij de rol van Tracy Jordan in de Amerikaanse sitcom 30 Rock. Hij speelde met Chris Rock in de zwarte komedie Death at a Funeral, een remake van de Britse film Death at a Funeral uit 2007. Zijn autobiografie I Am the New Black verscheen op 20 oktober 2009 in de Verenigde Staten.
Op 7 juni 2014 ramde een vrachtwagen de bus van Morgan, die zwaargewond naar het Robert Wood Johnson Hospital werd afgevoerd. Zijn mentor en collega James McNair (Jimmy Mack) kwam bij de crash om het leven.
In 2018 kreeg Morgan een ster op de Hollywood Walk of Fame.

## Filmografie
- A Thin Line Between Love and Hate (1996)
- Half Baked (1998)
- How High (2001)
- Jay and Silent Bob Strike Back (2001)
- 30 Years to Life (2001)
- Head of State (2003)
- The Longest Yard (2005)
- Are We There Yet? (2005)
- Little Man (2006)
- VH1's Totally Awesome (2006)
- Farce of the Penguins (2006)
- First Sunday (2008)
- Superhero Movie (2008)
- Beer for My Horses (2008)
- Scare Tactics (2008)
- G-Force (2009)
- Deep in the Valley (2009)
- Nailed (2010)
- Cop Out (2010)
- Death at a Funeral (2010)
- The Other Guys (2010)
- Rio (2011)
- The Son of No One (2011)
- Chick Magnet (2011)
- Why Stop Now (2012)
- The Boxtrolls (2013)
- Fist Fight (2017)
- Coming 2 America (2021)

- Bibliothèque nationale de France: cb15771947w (data)
- Gemeinsame Normdatei: 139991506
- International Standard Name Identifier: 0000 0001 1496 4706
- Library of Congress Control Number: no2005048497
- MusicBrainz: 2d0523b9-816f-4b4e-bae1-6a4beff50c0f
- Nationale Bibliotheek van Polen: a0000001810675
- Nederlandse Thesaurus van Auteursnamen: 374717850
- Istituto Centrale per il Catalogo Unico: LO1V445872
- Système universitaire de documentation: 256045089